# Recherche technique
Pour les articles homonymes, voir recherche.
 (juin 2007).
La recherche technique, ou recherche technologique, est une branche de la recherche qui constitue la suite de la recherche scientifique, afin de valoriser dans l'industrie les découvertes scientifiques.
L'expression « recherche technologique » correspond à un sens dérivé du mot technologie, qui signifie étymologiquement « étude des techniques » (du grec tekhnê et logos).
Une découverte scientifique n'est généralement pas applicable telle quelle à un processus industriel.
Il faut auparavant étudier, souvent par expérimentation : 
- La faisabilité technique et les procédés techniques ;
- Les implications économiques et la rentabilité à terme ;
- Les impacts écologiques  et sociaux d'une telle réalisation.

Ces tâches sont réalisées par des ingénieurs, avec des équipes de techniciens, dans chacun des domaines concernés.

## Organisation matricielle en France
La recherche technique doit s'organiser sur deux dimensions :
- sur un territoire donné
- sur une filière industrielle donnée.

### Réseau territorial
La dimension territoriale est apportée par le réseau de développement technologique (RDT) national ou régional.
Liens d'informations :
- Techneo, le moteur français de recherche des compétences technologiques
- Le Réseau de Développement Technologique national
- Le Réseau de Développement Technologique d'Île-de-France

### Réseau par filière industrielle
Chaque filière industrielle comporte en général un centre technique spécialisé. Par exemple, le CSTB pour le bâtiment.

## Note
1. ↑  Pour de plus amples informations, consulter l'article technologie